# 里維爾 (北卡羅萊納州)
里維爾（英語：Revere）是位於美國北卡羅萊納州麥迪遜縣的非建制地區。

## 歷史
里維爾的郵局於1901年設立，其後於1935年停運。

## 地理
里維爾所處的海拔為高於海平面665米（即2182英呎），而該地所採用的時區為UTC-5，即北美东部时区（EST）。同時該地設有夏令時間，為UTC-5調快一小時，即UTC-4（EDT）。